# Antenna Audio
Antenna Audio – producent wycieczek audio i multimedialnych. Według spółki z jej usług korzysta średnio 50 tys. klientów na całym świecie. Właścicielem spółki jest Discovery Communications. Firma posiada biura w Londynie, San Francisco, Paryżu, Rzymie, Berlinie, Nowym Jorku, Amsterdamie i Bangkoku. Firma zdobyła nagrodę Queen's Award for Enterprise w kategorii innowacje w 2003 roku.

## Historia
Antenna Audio powstało po podziale spółki Antenna Theater w 1980 roku. Założycielem i prezesem spółki jest Chris Hardmantwórca Walkmanology. Pierwszą wycieczką audio stworzoną przez firmę była wycieczka po Alcatraz. W 1998 roku spółkę nabyła firma Arts Communications and technology Ltd. Od 2003 roku właścicielem Antenna Audio jest Discovery Communications.

## Oferta
Wycieczki obejmują 450  miejsc i zabytków na świecie w 20 krajach (w tym Polska). Każda wycieczka dostępna jest w 12 językach m.in.: angielski, niemiecki, francuski, włoski, hiszpański, polski, czeski i węgierski.